# Henrike Handrup
Henrike Handrup (* 9. März 1983 in Wuppertal) ist eine ehemalige deutsche Radsportlerin, die in der Paracycling-Klasse B für Sehbehinderte Rennen bestritt.

## Sportliche Laufbahn
Henrike Handrup ist von Geburt an blind. Trotz ihrer Sehbehinderung betreibt sie verschiedene Sportarten, darunter Skifahren, Fallschirmspringen, Turnen und Rudern. Als sie an der Universität Wuppertal Psychologie studierte, lernte sie die erfolgreiche Handbikerin Andrea Eskau kennen, die sie ermutigte, sich im Radsport zu betätigen.
Da Handrup keinen geeigneten Verein in Wuppertal fand, pendelte sie fortan nach Freiburg im Breisgau, um dort gemeinsam mit einem sehenden Piloten zu trainieren. 2007 schlug ihr der damalige Bundestrainer Adelbert Kromer die Radsportlerin Ellen Heiny als Tandempartnerin vor. 2009 wurden die beiden Sportlerinnen Vizeweltmeisterinnen im Straßenrennen und gewannen WM-Bronze im 1000-Meter-Zeitfahren. 2012 gingen sie bei den Sommer-Paralympics in London in vier Disziplinen an den Start, konnten sich aber nicht auf vorderen Rängen platzieren. Später trainierte das Duo zeitweise mit dem Bahn-Olympiasieger Udo Hempel auf der Radrennbahn in Kaarst-Büttgen. Zwischenzeitlich musste Handrup wegen einer Erkrankung eine Pause im Leistungssport einlegen und beendete ihre Laufbahn schließlich.

## Berufliches
Henrike Handrup ist studierte Psychotherapeutin. Bis 2013 war sie für die Bundeszentrale für gesundheitliche Aufklärung tätig und arbeitete unter anderem an der Kampagne „Kinder stark machen“ zur Suchtvorbeugung mit. Seitdem ist sie im Helios Universitätsklinikum Wuppertal tätig (Stand 2017).

## Erfolge
2009
- Vize-Weltmeisterin – Straßenrennen (mit Ellen Heiny)
- Weltmeisterschaft – 1000-Meter-Zeitfahren (mit Ellen Heiny)